# Erbfähigkeit
Erbfähigkeit bedeutet die Fähigkeit, Erbe werden zu können. 
Erben können zunächst nur natürliche oder juristische Personen sein. Ein Erbrecht von Tieren ist dem deutschen Erbrecht unbekannt, da Tiere zwar rechtlich nicht zu den Sachen zählen, das BGB aber die Vorschriften für Sachen auf sie anwendet (§ 90a BGB).
Natürliche Personen können nur erben, wenn sie zum Zeitpunkt des Erbfalles gelebt haben (§ 1923 Abs. 1 BGB). Dabei gilt das bereits gezeugte, aber noch nicht geborene Kind (Nasciturus) schon als lebend und ist damit auch erbfähig (siehe § 1923 Abs. 2, § 2101 Abs. 1 BGB). Voraussetzung dafür ist jedoch, dass der Nasciturus lebend geboren wird. Wie lange das Kind dann nach der Geburt gelebt hat, ist für seine Stellung als Erbe unerheblich.
Juristische Personen müssen zum Zeitpunkt des Erbfalles bereits wirksam gegründet und noch nicht wieder aufgelöst worden sein, um erben zu können.
Eine Stiftung kann allerdings auch dann erben, wenn sie als „Stiftung von Todes wegen“ erst nach dem Tod des Erblassers aufgrund dessen letztwilliger Verfügung gegründet wird.